# Rolex Shanghai Masters 2018
Rolex Shanghai Masters 2018 byl tenisový turnaj pořádaný jako součást mužského okruhu ATP World Tour, který se odehrával na stadionu Čchi-čung v Min-changu. Probíhal mezi 7. až 14. říjnem 2018 v Šanghaji jako desátý ročník turnaje na dvorcích s tvrdým povrchem DecoTurf.
Turnaj se po grandslamu a Turnaji mistrů řadil do třetí nejvyšší kategorie okruhu ATP World Tour Masters 1000 a představoval předposlední událost této devítidílné série. Dotace činila 9 219 970 amerických dolarů. Nejvýše nasazeným hráčem ve dvouhře se stal druhý tenista světa a obhájce trofeje Roger Federer ze Švýcarska, kterého v semifinále vyřadil Chorvat Borna Ćorić. Jako poslední přímý účastník do hlavní singlové soutěže nastoupil australský 54. hráč žebříčku Matthew Ebden.
Třicátou druhou trofej v sérii Masters získal 31letý srbský tenista Novak Djoković, který navázal na šanghajská vítězství z let 2012, 2013 a 2015. Na okruhu ATP Tour si připsal sedmdesátý druhý singlový titul a posunul se o jedno místo výše na druhou příčku žebříčku ATP. Dvanáctou společnou trofej ze čtyřher ATP si odvezl polsko-brazilský pár Łukasz Kubot a Marcelo Melo, který po China Open ovládl druhý turnaj v řadě.

## Distribuce bodů a finančních odměn

### Distribuce bodů
| Soutěž  | vítězové | finalisté | semifinalisté | čtvrtfinalisté | 16 v kole | 32 v kole | 64 v kole | Q  | Q2 | Q1 |
| ------- | -------- | --------- | ------------- | -------------- | --------- | --------- | --------- | -- | -- | -- |
| dvouhra | 1000     | 600       | 360           | 180            | 90        | 45        | 10        | 25 | 16 | 0  |
| čtyřhra | 1000     | 600       | 360           | 180            | 90        | 0         | —         | —  | —  | —  |

### Finanční odměny
| Soutěž                                         | vítězové   | finalisté | semifinalisté | čtvrtfinalisté | 16 v kole | 32 v kole | 64 v kole | Q2     | Q1     |
| ---------------------------------------------- | ---------- | --------- | ------------- | -------------- | --------- | --------- | --------- | ------ | ------ |
| dvouhra                                        | $1 360 650 | $667 115  | $335 750      | $170 725       | $88 655   | $46 745   | $25 235   | $5 815 | $2 965 |
| čtyřhra                                        | $421 340   | $206 280  | $103 470      | $53 110        | $27 450   | $14 480   | —         | —      | —      |
| v deblových soutěžích je částka uváděna na pár |            |           |               |                |           |           |           |        |        |

## Dvouhra mužů

### Nasazení
| Stát                         | Hráč                  | ATP | Nasazení |
| ---------------------------- | --------------------- | --- | -------- |
| Švýcarsko                    | Roger Federer         | 2.  | 1.       |
| Srbsko                       | Novak Djoković        | 3.  | 2.       |
| Argentina                    | Juan Martín del Potro | 4.  | 3.       |
| Německo                      | Alexander Zverev      | 5.  | 4.       |
| Chorvatsko                   | Marin Čilić           | 6.  | 5.       |
| Rakousko                     | Dominic Thiem         | 7.  | 6.       |
| Jižní Afrika                 | Kevin Anderson        | 8.  | 7.       |
| Japonsko                     | Kei Nišikori          | 12. | 8.       |
| Argentina                    | Diego Schwartzman     | 16. | 9.       |
| Řecko                        | Stefanos Tsitsipas    | 15. | 10.      |
| Spojené království           | Kyle Edmund           | 14. | 11.      |
| USA                          | Jack Sock             | 17. | 12.      |
| Chorvatsko                   | Borna Ćorić           | 19. | 13.      |
| Kanada                       | Milos Raonic          | 20. | 14.      |
| Španělsko                    | Pablo Carreño Busta   | 24. | 15.      |
| Itálie                       | Marco Cecchinato      | 21. | 16.      |
| Žebříček ATP k 1. říjnu 2018 |                       |     |          |

### Jiné formy účasti
Následující hráčí obdrželi divokou kartu do hlavní soutěže:
- Li Če
- Stan Wawrinka
- Wu I-ing
- Čang Ce

Následující hráči postoupili z kvalifikace:
- Taylor Fritz
- Hubert Hurkacz
- Bradley Klahn
- Michail Kukuškin
- Mackenzie McDonald
- Benoît Paire
- Vasek Pospisil

### Odhlášení
před zahájením turnaje
- Grigor Dimitrov → nahradil jej  Andreas Seppi
- Fabio Fognini → nahradil jej  Matthew Ebden
- David Goffin → nahradil jej  Jérémy Chardy
- John Isner → nahradil jej  Robin Haase
- Philipp Kohlschreiber → nahradil jej  Mischa Zverev
- Rafael Nadal → nahradil jej  Alex de Minaur
- Lucas Pouille → nahradil jej  Peter Gojowczyk
- Fernando Verdasco → nahradil jej  Maximilian Marterer

## Mužská čtyřhra

### Nasazení
| Stát                                                                    | Hráč                 | Stát        | Hráč          | ATP | Nasazení |
| ----------------------------------------------------------------------- | -------------------- | ----------- | ------------- | --- | -------- |
| USA                                                                     | Mike Bryan           | USA         | Jack Sock     | 3.  | 1.       |
| Rakousko                                                                | Oliver Marach        | Chorvatsko  | Mate Pavić    | 7.  | 2.       |
| Polsko                                                                  | Łukasz Kubot         | Brazílie    | Marcelo Melo  | 10. | 3.       |
| Finsko                                                                  | Henri Kontinen       | Austrálie   | John Peers    | 15. | 4.       |
| Kolumbie                                                                | Juan Sebastián Cabal | Kolumbie    | Robert Farah  | 19. | 5.       |
| Spojené království                                                      | Jamie Murray         | Brazílie    | Bruno Soares  | 23. | 6.       |
| Jižní Afrika                                                            | Raven Klaasen        | Nový Zéland | Michael Venus | 33. | 7.       |
| Chorvatsko                                                              | Ivan Dodig           | Chorvatsko  | Nikola Mektić | 39. | 8.       |
| Žebříček ATP k 1. říjnu 2018; číslo je součtem umístění obou členů páru |                      |             |               |     |          |

### Jiné formy účasti
Následující páry obdržely divokou kartu do hlavní soutěže:
- Kung Mao-sin /  Čang Ce
- Li Če /  Wu Ti

### Odhlášení
před zahájením turnaje
- Nikoloz Basilašvili

## Přehled finále

### Mužská dvouhra
- Novak Djoković vs.  Borna Ćorić, 6–3, 6–4

### Mužská čtyřhra
- Łukasz Kubot /  Marcelo Melo vs.  Jamie Murray /  Bruno Soares, 6-2, 6-4